# 2016년 하계 패럴림픽 대한민국 선수단
대한민국은 2016년 9월 7일부터 9월 18일까지 브라질 리우데자네이루에서 열린 제16회 하계 패럴림픽 11개 종목에 총 82명의 선수가 참가했다.

## 메달리스트
| 메달 | 이름                   | 종목          | 세부 종목               | 날짜    |
| ---- | ---------------------- | ------------- | ----------------------- | ------- |
|      | 정호원                 | 보치아        | 혼합 개인 BC3           | 8월 6일 |
|      | 최광근                 | 유도          | 남자 100kg급            | 8월 7일 |
|      | 조기성                 | 수영          | 남자 50m 자유형 S4      | 8월 9일 |
|      | 조기성                 | 수영          | 남자 100m 자유형 S4     | 8월 9일 |
|      | 조기성                 | 수영          | 남자 200m 자유형 S4     | 8월 9일 |
|      | 이인국                 | 수영          | 남자 100m 배영 S14      | 8월 9일 |
|      | 최일상, 김정길, 김영건 | 휠체어 테니스 | 남자 팀 - 클래스4-5     | 8월 9일 |
|      | 구동섭, 김옥금         | 양궁          | 팀 컴파운드 W1          | 8월 6일 |
|      | 전민재                 | 육상          | 여자 200m T36           | 8월 6일 |
|      | 김문순                 | 양궁          | 여자 개인 컴파운드 오픈 | 8월 6일 |

## 같이 보기
- 2016년 하계 올림픽 대한민국 선수단